# Flinsmühle
Flinsmühle ist eine Wüstung auf dem Gemeindegebiet von Burk im Landkreis Ansbach (Mittelfranken, Bayern). Flinsmühle lag in der Gemarkung Burk.

## Geografie
Die Einöde befand sich auf einer Höhe von 432 m ü. NHN am Flinsbach, einem rechten Zufluss der Wieseth. Unmittelbar südlich speiste der Bach zwei Weiher. Im Osten grenzte ein Waldgebiet an, im Westen überwiegend Ackerland.

## Geschichte
Die Fraisch über Flinsmühle war umstritten. Sie wurde sowohl vom ansbachischen Oberamt Wassertrüdingen als auch vom ebenfalls ansbachischen Oberamt Feuchtwangen beansprucht. Gegen Ende des 18. Jahrhunderts gab es ein Anwesen, das das Kastenamt Wassertrüdingen als Grundherrn hatte. Unter der preußischen Verwaltung (1792–1806) des Fürstentums Ansbach erhielt die Flinsmühle bei der Vergabe der Hausnummern die Nr. 13 des Ortes Meierndorf. Von 1797 bis 1808 unterstand der Ort dem Justiz- und Kammeramt Wassertrüdingen.
Infolge des Gemeindeedikts wurde die Flinsmühle dem 1809 Steuerdistrikt und der Ruralgemeinde Burk zugewiesen. Nach 1900 wurde der Ort in amtlichen Verzeichnissen nicht mehr erwähnt.

### Einwohnerentwicklung
| Jahr      | 001818 | 001837 | 001840 | 001861 | 001871 | 001885 | 001900 |
| Einwohner | 5      | 4      | 6      | *      | 7      | 7      | 3      |
| Häuser    | 1      | 1      | 1      |        |        | 1      | 1      |
| Quelle    | [ 7 ]  | [ 8 ]  | [ 9 ]  | [ 10 ] | [ 11 ] | [ 12 ] | [ 13 ] |

## Religion
Der Ort lag in der Parochie der lutherischen Pfarrei Königshofen.

## Weblink
- Flinsmühle in der Ortsdatenbank des bavarikon, abgerufen am 19. August 2021.